# Arabella Churchill
Arabella Churchill, född 23 februari 1648, död 30 maj 1730, var en engelsk kvinna som blev berömd som älskarinna åt Jakob II. Hon fick fyra barn med kungen, samtliga fick efternamnet "Fitzjames Stuart", vilket betyder son till James Stuart. Arabellas föräldrar var Winston Churchill (född 1620, död 1688) och Elizabeth Drake.
Såsom äldre syster till John Churchill, den framtida hertigen av Marlborough kom Arabella i kontakt med Jakob när denne var hertig av York. (John Churchill tillhörde på denna tid hertigens uppvaktning). Arabella fick plats hos hertiginnan av York, och hon födde två av Jakobs barn medan hertiginnan fortfarande var i livet. Någon gång efter 1674 gifte hon sig med Charles Godfrey, och fick senare ytterligare tre barn. 